# Aya Shimokozuru
Aya Shimokozuru (下小鶴 綾, 7 de juny de 1982) és una exfutbolista japonesa.
Va debutar amb la selecció del Japó el 2004. Va disputar 28 partits amb la selecció del Japó. Ha disputat Jocs Olímpics d'estiu de 2004.

## Estadístiques
| Selecció del Japó | Selecció del Japó | Selecció del Japó |
| Anys              | Partits           | Gols              |
| ----------------- | ----------------- | ----------------- |
| 2004              | 10                | 0                 |
| 2005              | 5                 | 0                 |
| 2006              | 11                | 0                 |
| 2007              | 1                 | 0                 |
| 2008              | 1                 | 0                 |
| Total             | 28                | 0                 |